# Bleach: Soul Resurrección
Bleach: Soul Resurrección (conosciuto come Bleach: Soul Ignition in Giappone) è un videogioco d'azione per PlayStation 3 basato sul manga e anime Bleach. È stato pubblicato nel giugno 2011 in Giappone, ad agosto in Nord America e infine a settembre in Europa e Australia. La visual kei rock band giapponese Sid ha composto il tema principale "Ranbu no Melody" (乱舞のメロディ?, Ranbu no Merodi, "Melodia della Danza Selvaggia") per la versione giapponese del gioco.

## Trama
Dopo l'invasione della Soul Society per salvare Rukia, Ichigo e i suoi compagni partono alla volta dell'Hueco Mundo per salvare Orihime e fermare Aizen e i suoi Espada, che vogliono i poteri della ragazza per conquistare il mondo. Arrivato nell'Hueco Mundo, Ichigo, insieme ai suoi compagni, affronta e sconfigge Yammy, Grimmjow, Nnoitra e Ulquiorra. Successivamente Sousuke e gli Espada rimasti fuggono dall'Hueco Mundo e arrivano sulla Terra, dove invadono la città natale di Ichigo, Karakura. Qui Ichigo e i suoi amici sconfiggono Coyote Stark, Tia Harribel, Barragan e l'ex-capitano Gin Ichimaru. Uccisi gli avversari, Ichigo si scontra con Aizen nei pressi del deserto di Karakura: Aizen si trasforma in un Arrancar e combatte contro Ichigo, il quale alla fine lo riesce a sconfiggere grazie alla tecnica chiamata Mugetsu. Dopo la sconfitta di Aizen, Ichigo si reca negli inferi per salvare sua sorella e i suoi amici. Qui il giovane shinigami riesce a sconfiggere Kokuto grazie alla fusione con i guardiani degli inferi; fatto ciò Ichigo libera i suoi compagni e sua sorella, e insieme escono dagli inferi.

## Personaggi giocabili
- Ichigo Kurosaki - Bankai/Skull Clad/Finale
- Rukia Kuchiki
- Uryū Ishida
- Yoruichi Shihōin
- Soifon
- Byakuya Kuchiki - Bankai
- Shunsui Kyōraku
- Tōshirō Hitsugaya - Bankai
- Kenpachi Zaraki
- Kokutō
- Hollow Ichigo - Seconda Forma Hollow Completo
- Coyote Stark - Resurrección
- Baraggan Luisenbarn - Resurrección
- Tia Harribel - Resurrección
- Ulquiorra Schiffer - Seconda Resurrección
- Nnoitra Jirga - Resurrección
- Grimmjow Jaegerjaques - Resurrección
- Gin Ichimaru - Bankai
- Sōsuke Aizen - Seconda Trasformazione

## Scenari
Gi scenari sono in totale 10.
1. Soul Society
2. Hueco Mundo
3. Las Noches (esterno)
4. Las Noches (interno)
5. Falsa Karakura Town
6. Stanza di Szayel Aporro
7. Deserto fuori Karakura
8. Inferno
9. cupola del Las Noches
10. Quinta torre del Las Noches

## Accoglienza
- PSX Extreme[collegamento interrotto] 6.6 / 10
- IGN[collegamento interrotto] 7 / 10
- Digital Chumps[collegamento interrotto] 6.6 / 10
- Cheat Code Central[collegamento interrotto] 3.5 / 5
- ZTGameDomain[collegamento interrotto] 7.4 / 10
- PlayStation LifeStyle[collegamento interrotto] 5 / 10
- GamePro[collegamento interrotto] 3 / 5
- GameSpot 5.5 / 10
- GameTrailers 9.1 / 10
- Destructoid 6.0 / 10
- GamesRadar 5 / 10
- GameFAQs 8.3 / 10
- TotalPlaystation 7.5 / 10

La rivista Play Generation diede al gioco un punteggio di 49/100, non riuscendo a trovare particolari pregi dato che i problemi erano legati in particolar modo ai materiali di partenza rispetto che al gioco vero e proprio, il quale soffriva di combattimenti blandi, scarso rispetto del manga originale e contenuti scarni, finendo per trovarlo brutto sotto ogni punto di vista e che i fan di Bleach avrebbero meritato un trattamento sicuramente migliore.